# Edwin Russell Durno

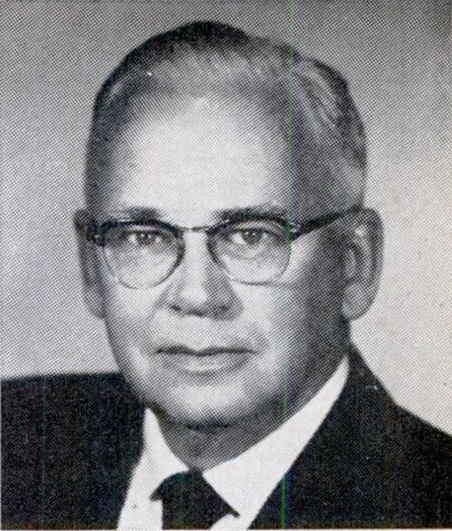
Edwin Russell Durno, 1960

Edwin Russell Durno (* 26. Januar 1899 im Linn County, Oregon; † 20. November 1976 in Medford, Oregon) war ein US-amerikanischer Politiker. Zwischen 1961 und 1963 vertrat er den vierten Wahlbezirk des Bundesstaates Oregon im US-Repräsentantenhaus.

## Leben
Edwin Durno besuchte die öffentlichen Schulen in Silverton und danach bis 1921 die University of Oregon. In dieser Zeit war er ein erfolgreicher Basketballspieler; später wurde er aufgrund seiner Leistungen in die Oregon Sports Hall of Fame aufgenommen. Seine Studienzeit wurde durch den Ersten Weltkrieg unterbrochen, an dem er als Feldwebel der Infanterie teilnahm. Von 1921 bis 1923 war er Lehrer und Leichtathletiktrainer. Danach studierte er bis 1927 an der Harvard University Medizin.
Nach seiner Zulassung als Arzt eröffnete Durno 1927 in Boston eine Praxis. Während des Zweiten Weltkriegs war er Major in einer medizinischen Einheit. Für seine Leistungen während des Krieges wurde er mit dem Purple Heart ausgezeichnet. Nach dem Krieg kehrte er nach Oregon zurück, wo er in Medford als Arzt arbeitete. Zwischen 1947 und 1958 war er auch Mitglied im Ärzteausschuss (Board of Medical Examiners) von Oregon.
Edwin Durno wurde Mitglied der Republikanischen Partei. Zwischen 1958 und 1960 saß er im Senat von Oregon. 1960 wurde er im vierten Wahlbezirk von Oregon in das US-Repräsentantenhaus gewählt, wo er am 3. Januar 1961 Charles O. Porter ablöste. Im Jahr 1962 verzichtete Durno auf eine weitere Kandidatur. Stattdessen strebte er erfolglos die Nominierung seiner Partei für den US-Senat an. Nach dem Ende seiner politischen Tätigkeit im Kongress kehrte Durno nach Medford zurück, wo er wieder als Arzt arbeitete. Dort ist er im Jahr 1976 auch verstorben.